# Maja (Aldan)
A Maja (orosz Майя, Мая) folyó Oroszország ázsiai részén, a Habarovszki határterületen és Jakutföldön; az Aldan jobb oldali mellékfolyója.

## Földrajz
Vízgyűjtő területe mintegy 171 000 km², hossza több mint 1000 kilométer.
Forráságai, a Bal- és a Jobb-Maja egyesülésével keletkezik. Felső szakaszán a Dzsugdzsur-hegység lábainál folyik délnyugat felé, majd nagy kanyarral északra fordul. Egyik legnagyobb mellékfolyóját, a Judomát jobbról fölvéve lesz igazán bővízű. Uszty-Maja településnél ömlik az Aldanba.
Jelentősebb bal oldali mellékfolyói az Északi Uj (233 km) és a Majmakan (421 km).
A torkolattól felfelé mintegy 500 kilométeren át hajózható. Késő októberben befagy és májusig jégtakaró alatt marad.  